# Якушова, Александра Фёдоровна
Александра Фёдоровна Якушова (25 декабря 1907, хутор Вольный Урюпинской станицы ― 11 февраля 2001, Москва) ― советский учёный-гидрогеолог, кандидат геолого-минералогических наук (1945), Заслуженный профессор Московского университета (1993).

## Биография
Родилась 25 декабря 1907 года на хуторе Вольный Урюпинской станицы.
В 1932 году окончила Московский геологоразведочный институт им. С. Орджоникидзе. В 1932―1937 годах работала районным геологом и начальником инженерно-геологической партии на строительстве канала Москва-Волга.
В 1937―1939 годах руководила группой по инженерно-геологическим изысканиям под Куйбышевский гидроузел.
С 1939 года по июль 1941 года Александра Фёдоровна работала главным геологом по изучению инженерно-геологических условий под Горьковский (Чкаловский) гидроузел.
В годы Великой Отечественной войны, с июля 1941 года по март 1942 года, Якушова А. Ф. работала старшим геологом в экспедиции военно-полевого строительства Главоборонстроя НКО на Западном и Юго-Западном фронтах.
С апреля 1942 года по 1945 год Александра Фёдоровна руководила тематической группой в составе комплексной геолого-гидротехнической экспедиции и являлась главным геологом Понышского гидроузла на реке Чусовой.
В 1945 году защитила кандидатскую диссертацию по теме «Карст палеозойских карбонатных пород на Русской равнине».
В Московском государственном университете Александра Фёдоровна работала профессором кафедры динамической геологии (1961―1987), консультантом (1987―2001), заместителем декана по научной работе (1964―1972) геологического факультета.
В 1947―1955 годах участвовала в комплексных исследованиях, связанных с проблемой орошения и обводнения засушливых районов Европейской части СССР.
В 1956 году была командирована в Китайскую Народную Республику, работала в составе смешанной Советско-Китайской экспертной комиссии по определению возможности строительства высоконапорных гидростанций на реке Янцзы и выработке рекомендаций по дальнейшим инженерно-геологическим исследованиям.
Александра Фёдоровна Якушова ― член редколлегии журнала Вестник Московского университета. Серия Геология (1964―1987).
За время работы в Московском государственном университете на геологическом факультете А. Ф. Якушова прочитала курсы лекций:
- Общая геология,
- Общая гидрогеология,
- Геоморфология,
- Геология с основами геоморфологии,
- Спецкурсы по экзогенным процессам (карст и выветривание).

Александра Фёдоровна подготовила 10 кандидатов наук. Является автором более 100 научных работ.
Скончалась 11 февраля 2001 года в Москве.

## Награды и звания
- 1937 — Орден Трудового Красного Знамени
- 1961 — Орден Трудового Красного Знамени
- 1943 — Медаль «За оборону Москвы»,
- 1945 — Медаль «За доблестный труд в Великой Отечественной войне 1941—1945 гг.»
- 195? — Медаль «Китайско-советская дружба»
- 1976 — Орден Ленина
- 1976 — Почётная грамота ЦК ВЛКСМ
- 19?? — Почётная грамота Президиума Верховного Совета РСФСР
- 1983 — Медаль За заслуги в разведке недр (Мингео СССР)
- 1993 — Заслуженный профессор Московского университета

## Членство в обществах и организациях
- Учёный секретарь геолого-географической секции общества Знание РСФСР (1956―1966).
- Член совета секции пропаганды наук о Земле, рационального природопользования и охраны окружающей среды при правлении Всесоюзного общества Знание (1967―1989).
- Член Учёных Советов естественных факультетов МГУ (с 1964), геологического факультета (1949―1987), член экспертного совета ВАК (1963―1972).

## Основные труды
- Новейшая тектоника юго-восточной части Балтийской синеклизы: Калининградская область и сопредельные районы Литовской ССР (соавт., 1976),
- Основы геологии (соавт., 1991),
- Учебники «Общая геология» (соавт., 1957), «Геология с элементами геоморфологии» (соавт, 1978),
- Учебное пособие «Геология: минералогия, петрография, геодинамические процессы, геотектоника» (соавт., 1979).